# Jojo Rabbit
Jojo Rabbit é um filme americano de 2019, do gênero comédia dramática, escrito e dirigido por Taika Waititi, produzido pela Fox Searchlight Pictures e distribuído pela Walt Disney Studios Motion Pictures. A produção é estrelada por Roman Griffin Davis, Thomasin McKenzie, Waititi, Rebel Wilson, Stephen Merchant, Alfie Allen, Sam Rockwell e Scarlett Johansson, e seu enredo gira em torno de um garoto que deseja fazer parte da Juventude Hitlerista e que descobre que sua mãe está escondendo uma garota judia no porão de sua casa.
O filme estreou mundialmente no 44.º Festival Internacional de Cinema de Toronto, em 8 de setembro de 2019, no qual ganhou o People's Choice Award. Foi lançado nos Estados Unidos e na Nova Zelândia em 18 de outubro; em Portugal o filme estreou nas salas de cinema a 30 de janeiro de 2020  e no Brasil, foi lançado em fevereiro de 2020. Jojo Rabbit dividiu os críticos, angariando elogios e criticas no que concerne à sua representação dos nazistas, apesar das atuações (particularmente as de Johansson, Davis e McKenzie) terem recebido elogios generalizados. A recepção polarizada do filme foi comparada à de A Vida É Bela, de 1997.
Jojo Rabbit foi escolhido pela National Board of Review e pelo American Film Institute como um dos dez melhores filmes do ano. Recebeu seis indicações ao Oscar 2020, incluindo Melhor Filme e Melhor Atriz Coadjuvante para Johansson, ganhando o de Melhor Roteiro Adaptado. Nos Prêmios Globo de Ouro de 2020 foi indicado a Melhor Filme de Comédia ou Musical e Melhor Ator em Comédia ou Musical para Davis.

## Elenco
- Roman Griffin Davis como Johannes Betzler (Jojo) um jovem Alemão que é membro da Hitlerjugend (juventude hitlerista)
- Thomasin McKenzie como Elsa Korr, uma garota Judia que Rosie escondeu na sua casa
- Taika Waititi como Adolf, o amigo imaginário de Jojo uma versão idealizada de Adolf Hitler (também diretor do filme)
- Rebel Wilson como Fräulein Rahm, uma instrutora do campo de treinamento da Juventude Hitlerista
- Stephen Merchant como Deertz, um agente da Gestapo
- Alfie Allen como Finkel, o segundo em comando do Capitão Klenzendorf
- Sam Rockwell como Capitão Klenzendorf, um oficial que cuida do campo de treinamento da Juventude Hitlerista
- Scarlett Johansson como Rosie, mãe de Johannes e secretamente uma ativista anti-Nazi
- Archie Yates como Yorki, melhor amigo de Jojo e assim como seu amigo, também é membro da Hitlerjugend (Juventude Hitlerista)

## Dubladores no Brasil
- Estúdio de dublagem: Delart[11]
- Jojo – Arthur Móras[11]
- Elsa – Isabella Simi[11]
- Adolf – Jorge Lucas[11]
- Rosie – Flávia Saddy[11]
- Klenzendorf – Alexandre Moreno[11]
- Deertz – Gil Mesquita[11]
- Rahm – Mariana Torres[11]
- Finkel – Daniel Müller[11]

Vozes adicionais
- Carolina Iecker[11]
- Charles Emmanuel[11]
- Cláudia Ricart[11]
- Enzo Dannemann[11]
- Enzo Nogueira[11]
- Gabriel Bichara[11]
- Laura Hávilla[11]
- Regina Maria Maia[11]
- Rodrigo Oliveira[11]
- Yan Gesteira[11]

## Recepção

### Crítica
No agregador de resenhas Rotten Tomatoes, o filme possui 80% de aprovação com base em 387 críticas, e uma média de 7,25 / 10. O consenso do site diz: "As mistura de humor irreverente e ideias sérias de Jojo Rabbit definitivamente não agradarão a todos os gostos - mas de qualquer forma, esta sátira anti-ódio é audaciosa mais do que necessário." No Metacritic, que atribui uma média aritmética ponderada com base em 100 comentários de críticos mainstream, o filme recebeu uma pontuação média de 58 pontos, com base em 51 avaliações, indicando "críticas mistas ou médias".

## Bilheteria
Em 19 de fevereiro de 2020, Jojo Rabbit faturou US$32,2 milhões nos Estados Unidos e Canadá e US$50,3 milhões ao redor do globo, totalizando US$ 82,5 milhões em todo o mundo.

No Brasil, o filme vendeu 140.442 ingressos.